# آبگار ایساهاکیان
آبگار ایساهاکی ایساهاکیان (ارمنی: Աբգար Իսահակի Իսահակյան؛  زادهٔ ۱۰ ژوئن ۱۸۸۵ - درگذشته ۱۴ ژانویهٔ ۱۹۷۷ یا ۱۴ فوریهٔ ۱۹۷۷) یک میکروب‌شناس و استاد اهل ارمنستان بود.

## زندگی‌نامه
در ۲۲ ژوئن [سبک قدیمی: ۱۰ ژوئن] ۱۸۸۵ در تفلیس به دنیا آمد و از گیمنازای دوم تفلیس و دانشگاه اودسا (۱۹۱۱) فارغ‌التحصیل شد. وی در دانشگاه پزشکی دولتی ایروان و انستیتو دام‌پروری و دام‌پزشکی ایروان فعالیت می‌کرد.  وی همچنین برنده دانشمند شایسته ارمنستان شوروی (۱۹۴۰) شده است. وی در۱۴ ژانویهٔ یا ۱۴ فوریهٔ ۱۹۷۷ در سن ۹۱ سالگی در ایروان درگذشت.